# Susana Freyre
Susana Freyre, nasceu em Rosario, província de Santa Fe, Argentina, com o nome de Susana Zubiri Vidal.

## História

Em 1958. Arquivo Nacional.

Iniciou sua carreira no teatro, em 1943. Tornando-se uma das mais importantes estrelas do teatro e cinema argentino, desde o final dos anos 1940.  Casou-se em 1947, com Carlos Hugo Christensen, com quem trabalhava freqüentemente. Devido a pressões exercidas pela secretaria de imprensa nacional, mudaram-se em 1954 para o Rio de Janeiro. Trabalhou na Venezuela, México e Brasil. Depois de uma longa ausência reapareceu em 2001 no teatro argentino. Atualmente desempenha um valioso trabalho como volutária na Divisão Oncológica do Hospital das Clínicas.

## Filmografia

### Cinema
| Ano  | Título                         | Personagem        |
| ---- | ------------------------------ | ----------------- |
| 1945 | Las seis suegras de Barba Azul | Susan "Susy" Ríos |
| 1945 | El canto del cisne             | Sofía             |
| 1946 | El gran amor de Bécquer        | Blanca Espín      |
| 1946 | No salgas esta noche           | Tulula            |
| 1947 | Con el diablo en el cuerpo     | —                 |
| 1948 | La novia de la marina          | Jovem rica        |
| 1948 | Una atrevida aventurita        | Victoria          |
| 1949 | ¿Por qué mintió la cigüeña?    | —                 |
| 1950 | El demonio es un ángel         | Diana Velásquez   |
| 1950 | La loca de la casa             | Victoria          |
| 1953 | Un ángel sin pudor             | —                 |
| 1955 | Leonora dos Sete Mares         | Ana Maria         |
| 1958 | Amor Para Três                 | Julieta Santos    |
| 1959 | Meus Amores no Rio             | Elena             |
| 1960 | Matemática Zero, Amor Dez      | Julieta           |
| 1963 | Paula cautiva                  | Paula Peña        |
| 1964 | Primero yo                     | —                 |
| 1974 | La flor de la mafia            | Natalia           |

### Televisão
| Ano  | Título                      | Personagem  |
| ---- | --------------------------- | ----------- |
| 1965 | Show Standard Electric      | —           |
| 1966 | El patio de Tlaquepaque     | —           |
| 1966 | El despertar                | —           |
| 1966 | A orillas del gran silencio | —           |
| 1966 | La búsqueda                 | Irene Lagos |
| 1967 | Mujeres en presidio         | Vera        |
| 1974 | Enséñame a quererte         | —           |
| 1979 | Somos nosotros              | Susana      |
| 1982 | La búsqueda                 | —           |
| 1983 | Cuando es culpable el amor  | Lucy        |
| 1983 | Cara a cara                 | —           |
| 1984 | Entre el amor y el poder    | Silvia      |